# Jodczyki (Białoruś)
Jodczyki (biał. Ёдчыкі; ros. Иодчики) – wieś na Białorusi, w obwodzie brzeskim, w rejonie iwacewickim, w sielsowiecie Kwasiewicze, przy drodze republikańskiej R44.
Jodczyki są siedzibą parafii prawosławnej pw. św. Jerzego Zwycięzcy; cerkiew parafialna znajduje się w sąsiedniej wsi Alba.
W dwudziestoleciu międzywojennym leżały w Polsce, w województwie poleskim, w powiecie kosowskim/iwacewickim, w gminie Kosów. Po II wojnie światowej w granicach Związku Sowieckiego. Od 1991 w niepodległej Białorusi.